# Ахирантес мангаревика
Ахирантес мангаревика (лат. Achyranthes mangarevica, мангареванское название — теоне-па-акура, teone pa akura) — вид рода Ахирантес (Achyranthes) семейства Амарантовые (Amaranthaceae). Эндемик островов Гамбье (Французская Полинезия).

## Распространение и статус
Растение было впервые открыто в 1934 году на острове Мангарева в составе островов Гамбье. Уже на тот момент ахирантес мангаревика встречался только на небольшом участке естественного леса на южном склоне горы Мокото на высоте 290 м. Основной причиной большой редкости растения были многочисленные пожары, которые регулярно бушевали на острове и уничтожали местную растительностью, а также выпас местных коз. Современный статус ахирантеса мангаревика неизвестен: оно является либо исчезающим, либо уже исчезнувшим видом.
Этот вид представляет особый интерес для учёных, так как наравне с ахирантесом древовидным (лат. Achyranthes arborescens) с острова Норфолк и ахирантесом маркизским (лат. Achyranthes marchionica) с Маркизских островов ахирантес мангаревика является реликтом древней тихоокеанской флоры.

## Биологическое описание
Ахирантес мангаревика — небольшое дерево высотой 5-7 м с зелёно-серой корой и вытянутыми листьями длиной до 8 см. Цветки собраны в колосья, расположенные напротив друг друга, образуя ветвистые конечные кисти длиной 10-15 см. Длина отдельных цветков с 5 бледно-жёлтыми околоцветниками и 5 тычинками, чередующимися с 5 стаминодиями, составляет около 4 мм.